# The Trail of the Pomas Charm
The Trail of the Pomas Charm è un cortometraggio del 1911. Non risulta il nome del regista del film, prodotto dalla Kalem Company e interpretato da Alice Joyce, Carlyle Blackwell e George Melford. Il western uscì nelle sale il 3 febbraio 1911.

## Trama
In occasione di una festa indiana, il Gran Capo getta dall'alto un melone, che cade rompendosi. La tribù si mette a mangiare i pezzi del melone che sono bene auguranti. Chino la Sguardo, la figlia del Gran Capo, viene chiesta in moglie da Giorno Azzurro: felice, la ragazza diventa la squaw del coraggioso guerriero. Qualche giorno più tardi, alla tribù si aggrega una famiglia di indiani erranti la cui figlia è la bella Nawona. Giorno Azzurro è attratto dalla nuova venuta e le sue attenzioni provocano la gelosia della moglie. Nawona, però, intreccia una relazione con Dick, un minatore bianco sfortunato: la giovane, per aiutarlo, ruba alla tribù il portafortuna. Avvisato da Chino lo Sguardo, Giorno Azzurro segue Nawona e la vede consegnare l'amuleto al minatore. Quando gli indiani vengono a sapere del furto, decidono di andarsi a riprendere il loro talismano e attaccano Dick. Nawona, allora, corre a cercare aiuto dai cow boy di un ranch vicino. Il loro intervento salva il giovane che chiede loro come fossero a conoscenza dell'attacco. Venuto a sapere che erano stati avvisati da Nawona, la quale è rimasta al ranch, Dick la raggiunge e le dice che l'amuleto gli ha in effetti portato fortuna, facendogli conoscere lei.

## Produzione
Prodotto dalla Kalem Company

## Distribuzione
Il film - un cortometraggio in una bobina - uscì nelle sale statunitensi il 3 febbraio 1911, distribuito dalla General Film Company.